# Szentpétery Gábor
Gábor Szentpétery (Rozsnyó, 1981. február 4. –) szlovákiai magyar építész, fotós, utazó. Lakossági és polgári épületekkel foglalkozik. Szentpétery Ádám fia.
Tanulmányait a kassai Jan Amos Comenius Középiskolában 1995-ben kezdte, majd 2000-ben a prágai Cseh Műszaki Egyetem Építészmérnöki Karán folytatta. Diplomáját az Építészmérnöki Tanszékén végezte (Jan Bočan, Arnošt Navrátil, Michal Hlaváček egyetemi tanárok alatt). 2002-ben önálló irodát, a GÁSE-t létesítette. 2017-ben kétéves SkyCity Challenge-et alapítottak kollégájukkal, Daniel Zhang-val.
Jelenleg a GÁSE stúdiót vezeti, és Kínában épületeket tervez.

## Tanulmányok
- 1995: Jana Amosa Komenského-gimnázium, Kassa
- 2000: Építészmérnöki Kar, ČVUT, Prága
- 2003: Kansas State University, Építészettudományi Tervezési és Tervezési Főiskola, Manhattan, Amerikai Egyesült Államok
- 2005: Bellas Artes Művészeti Kar, Universitat Politécnica de Valéncia, Valencia

## A kiválasztott projektek
- 2005 Nike Spirál kialakítása a Prágai Designblokra, Csehország
- 2007 A Cañetei ápolási otthon, Spanyolország
- 2007 Mosz városháza, Spanyolországban
- 2009 Ogilvy & Mather interijeri, Prága
- 2012 A Greenland cég székhelye Csangsában, Kína
- 2013 Nagysebességű vasútállomás Zibóban, Kína
- 2014 egy sanghaji metróállomás, Kína

## Kiállítások és bemutatók
- "TÖBBET AKAROK", Taipei, 2012
- "Egy Emberi Faj" TEDx, Shanghai, 2016
- "PEOPLEIMEET a" Long Múzeum Nyugat-Bund, Shanghai, 2016

## Fordítás
- Ez a szócikk részben vagy egészben  a   Gábor Szentpétery című szlovák Wikipédia-szócikk ezen változatának fordításán alapul.  Az eredeti cikk szerkesztőit annak laptörténete sorolja fel. Ez a jelzés csupán a megfogalmazás eredetét és a szerzői jogokat jelzi, nem szolgál a cikkben szereplő információk forrásmegjelöléseként.